# Krásná Lípa (nádraží)
Krásná Lípa je železniční stanice v severní části stejnojmenného města v okrese Děčín. Leží v km 5,407 železniční trati Krásná Lípa – Panský a v km 84,890 železniční trati Děčín–Rumburk, která byla zprovozněna v roce 1869.
Stanice leží v nadmořské výšce 450 m.

## Popis stanice
Stanice je vybavena reléovým staničním zabezpečovacím zařízením typu AŽD 71 s cestovým systémem stavění jízdních cest.
Ve stanici jsou tři dopravní a jedna kusá manipulační kolej odbočující z rumburského zhlaví. Přímo u budovy je dopravní kolej č. 1 (užitečná délka 450 m), následuje dopravní kolej č. 2 (413 m) a dopravní kolej č. 4 (413 m). Stanice je vybavena světelnými vjezdovými i odjezdovými návěstidly u všech kolejí. Vjezdové návěstidlo L od Rybniště se nachází v km 84,196, S od Rumburku v km 85,617 a MS od Panského v 85,445 (= km 4,852 trati od Panského). Všechny výhybky jsou vybaveny elektromotorickými přestavníky, s výjimkou výhybky směřující na manipulační kolej jsou všechny vybaveny elektrickým ohřevem. I výkolejka na manipulační koleji je ústředně stavěna pomocí elektromotorického přestavníku
U dopravních kolejí č. 1 a 2 jsou zřízena nástupiště. U koleje č. 1 (u budovy) je jednostranné vnější nástupiště, u koleje č. 2 je jednostranné vnitřní nástupiště s centrálním přechodem přes kolej č. 1. Délka obou nástupišť je 100 m, výška nástupní hrany obou nástupišť je 250 mm nad temenem kolejnice.
Přímo ve stanici se na rybnišťském záhlaví nacházejí dva železniční přejezdy. V km 84,598 je přejezd P3273 vybavený světelným přejezdovým zabezpečovacím zařízením (PZZ) se závorami, kde trať kříží silnice II/263. V km 84,231 pak je pěší přechod P3272 zabezpečený světelným PZZ bez závor.
Jízdy vlaků v traťovém úseku do Rumburku a Rybniště jsou zabezpečeny pomocí automatického hradla AH-88A bez oddílových návěstidel. Mezi Krásnou Lípou a Panským se jízdy zabezpečují podle předpisu D3.

### Výpravní budova
Železniční společnost Česká severní dráha v roce 1869 nechala postavit typizovanou dvoupodlažní výpravní budovu podle plánu inženýra Josefa Pavlovského. Jednalo se o dvoupodlažní budovu se dvěma krajními rizality se sedlovou střechou. V jednom krajním rizalitu bylo umístěno vodárenské zařízení a železná vodní nádrž. Čerpadlo bylo ruční nebo parní, voda byla určena pro napájení parních lokomotiv. V roce 1901 k budově přistavěno patrové křídlo a v roce 1908 byl přistavěn třetí rizalit, ve kterém byla umístěna nádražní restaurace.
V roce 2022 Správa železnic získala povolení k rekonstrukci budovy, která má sloužit jako turistická ubytovna s bistrem a deseti pokoji. V budově byla opravena čekárna a veřejné toalety. Přístup do budovy je bezbariérový. Rekonstrukce zahrnovala opravu střechy, zateplení, opravu fasády, oken a dveří. Opraven byl i přístřešek, ve kterém je úschovna kol. O správu prostor se stará město Krásná Lípa.